# 锡尔瓦萨
锡尔瓦萨（Silvassa），是印度达德拉-纳加尔哈维利和达曼-第乌中央直辖区达德拉-纳加尔哈维利县的一个城镇。总人口21,890（2001年）。

## 人口
该地2001年总人口21,890人，其中男性12,472人，女性9,418人；0—6岁人口3,259人，其中男1,728人，女1,531人；识字率74.67%，其中男性为79.87%，女性为67.79%。